# گروه اف ۶۴

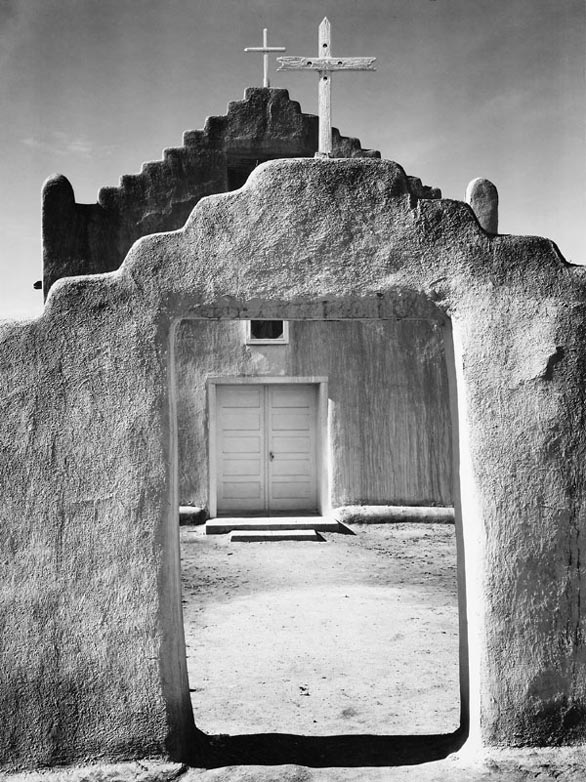
یکی از عکس های گرفته شده گروه اف ۶۴

گروه اف ۶۴ (انگلیسی: Group f/64) گروهی از عکاسان به نام‌های ایموژن کانینگام، هنری سوئیفت، ویلارد ون دایک، جان پل ادواردز، برت وستون، کنسوئلو کاناگا، آلما لاونسون، سونیا نوسکوویاک و پرستون هولدر می‌شد. این افراد نام گروه خود را اف ۶۴ گذاشتند و در نمایشگاه گروهی سال ۱۹۳۲، در موزه دی یانگ در سانفرانسیسکو، این موضوع را اعلام کردند. این عدد کمترین تنظیم دیافراگم ممکن بر روی یک دوربین است که واضح‌ترین و عمیق‌ترین پیش زمینه را ایجاد می‌کند. آن‌ها از این تنظیم در عکس‌هایشان بهره می‌گرفتند و به همین جهت این نام را برای خود انتخاب کردند.
پس از سال ۱۹۳۵ این گروه منحل شد و اعضای اف ۶۴، تمرینات خود را در جهات مختلف انجام دادند. برخی در اواخر دهه ۴۰ تبدیل به عکاس مستند شدند و برخی دیگر عکاسی به سبک فتوژورنالیسم را پیگیری کردند. تاریخ فعالیت هنری این گروه شاید بسیار کم بود ولی از آن‌ها به عنوان بعضی از تاثیرگذاران رسانه قرن بیستم یاد می‌کنند.

## بیانیه‌ها
- این گروه به صداقت ذاتی دوربین معتقد بودند و می‌گفتند دوربین برای ضبط زندگی اصیل ساخته شده‌است. عکاسان گروه اف ۶۴، از موضوعات طبیعی مثل نمای نزدیک میوه‌ها و سبزیجات، اشیای روزمره، پارک و … عکس برداری می‌کردند.
- آن‌ها در سال ۱۹۳۲، اعلام کردند که عکاسی خالص فاقد هرگونه تکنیک و ویرایش‌های افزایش کیفیت است و نباید با ایده یا هنرهای دیگر ترکیب شود. به نظر آن‌ها هر رشتهٔ هنری هویت مستقل خود را داشت، یعنی می‌گفتند نقاشی‌ها باید فرم نقاشی را داشته باشند، عکس‌ها باید نشان از تکنیک عکاسی داشته باشند و با دیدن مجسمه‌ها باید فرم مجسمه نمایانگر شود.